# Valluércanes
Valluércanes és un municipi de la província de Burgos a la comunitat autònoma de Castella i Lleó. Forma part de la Comarca de l'Ebro.

## Demografia
| 1991 |  | 1996 |  | 2001 |  | 2004 |
| ---- |  | ---- |  | ---- |  | ---- |
| 137  |  | 133  |  | 106  |  | 105  |